# Irak'li Sirbiladze
Irak'li Sirbiladze (in georgiano ირაკლი სირბილაძე?; Tbilisi, 27 settembre 1982) è un ex calciatore georgiano, di ruolo attaccante.

## Statistiche

### Cronologia presenze e reti in nazionale
| Cronologia completa delle presenze e delle reti in nazionale ― Georgia | Cronologia completa delle presenze e delle reti in nazionale ― Georgia | Cronologia completa delle presenze e delle reti in nazionale ― Georgia | Cronologia completa delle presenze e delle reti in nazionale ― Georgia | Cronologia completa delle presenze e delle reti in nazionale ― Georgia | Cronologia completa delle presenze e delle reti in nazionale ― Georgia | Cronologia completa delle presenze e delle reti in nazionale ― Georgia | Cronologia completa delle presenze e delle reti in nazionale ― Georgia |
| Data                                                                   | Città                                                                  | In casa                                                                | Risultato                                                              | Ospiti                                                                 | Competizione                                                           | Reti                                                                   | Note                                                                   |
| ---------------------------------------------------------------------- | ---------------------------------------------------------------------- | ---------------------------------------------------------------------- | ---------------------------------------------------------------------- | ---------------------------------------------------------------------- | ---------------------------------------------------------------------- | ---------------------------------------------------------------------- | ---------------------------------------------------------------------- |
| 15-08-2012                                                             | Differdange                                                            | Lussemburgo                                                            | 1 – 2                                                                  | Georgia                                                                | Amichevole                                                             | -                                                                      | 46’                                                                    |
| 07-09-2012                                                             | Tbilisi                                                                | Georgia                                                                | 1 – 0                                                                  | Bielorussia                                                            | Qual. Mondiali 2014                                                    | -                                                                      | 83’                                                                    |
| 11-09-2012                                                             | Tbilisi                                                                | Georgia                                                                | 0 – 1                                                                  | Spagna                                                                 | Qual. Mondiali 2014                                                    | -                                                                      | 79’                                                                    |
| 05-06-2013                                                             | Aalborg                                                                | Danimarca                                                              | 2 – 1                                                                  | Georgia                                                                | Amichevole                                                             | -                                                                      | 46’                                                                    |
| 14-08-2013                                                             | Astana                                                                 | Kazakistan                                                             | 1 – 0                                                                  | Georgia                                                                | Amichevole                                                             | -                                                                      | 46’                                                                    |
| Totale                                                                 |                                                                        | Presenze                                                               | 5                                                                      |                                                                        | Reti                                                                   | 0                                                                      |                                                                        |

## Palmarès

### Club
- Sakartvelos tasi: 1

Lokomotivi Tbilisi: 2004-2005
- Campionato georgiano: 1

Sioni Bolnisi: 2005-2006

### Individuale
- Capocannoniere dell'Ykkönen: 1

2010 (16 reti)
- Capocannoniere del campionato finlandese: 1

2012 (17 reti)